# Aéroport de Santorin
Pour les articles homonymes, voir Santorin (homonymie) et JTR.
L'aéroport national de Santorin (Thira) (en grec moderne : Κρατικός Αερολιμένας Σαντορίνης), est un aéroport desservant Santorin/Thira, en Grèce (code IATA : JTR • code OACI : LGSR), situé au nord du village de Kamari. L'aéroport est à la fois un aéroport civil et une base aérienne militaire. Doté d'un tarmac assez réduit, il peut accueillir jusqu'à 6 appareils simultanément.  
Son activité a débuté en 1972.

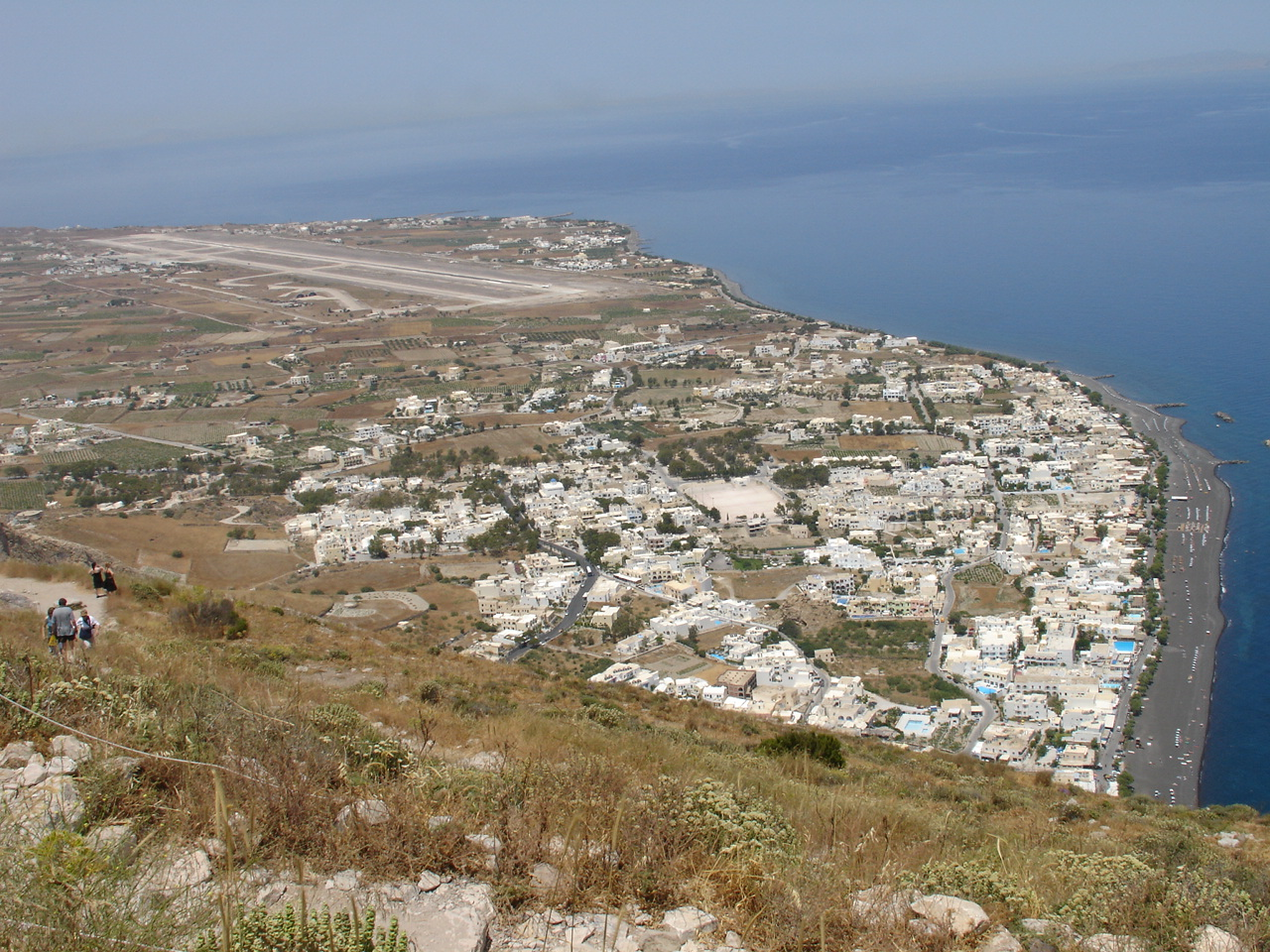
La ville de Kamari et l'aéroport de Santorin en arrière-plan

Santorin est une des rares iles des Cyclades à être dotée d'un aéroport international. Il est situé à 6 kilomètres au sud-est de la ville de Thira. La piste d'atterrissage en asphalte est orientée 16L-34R et mesure 2 125 m de long. Le tarmac, parallèle à la piste, peut accueillir des Boeing 757, Boeing 737, Airbus A320, Avro RJ, Fokker 70, et des ATR 72. L'aéroport assure des vols réguliers à destinations d'Athènes tout au long de l'année, et de nombreux vols charters tout au long de l'été. En 2014 l'aéroport accueillait 1 179 653 passagers, soit 31,3 % de plus que l'année précédente.
En 2015, Fraport (de Frankfurt Airport, exploitant de l'aéroport de Francfort-sur-le-Main), associé à l'opérateur grec Colezopoulos, annonce la signature d'un accord de concession pour une durée de quarante ans pour la gestion de quatorze aéroports en Grèce ; l'aéroport de Santorin fait partie de cet accord, ainsi que ceux de Aktion, La Canée, Corfou, Kavala, Céphalonie, Kos, Mytilène, Mykonos, Rhodes, Samos, Skiathos, Thessalonique et Zante.

## Situation

### Carte des aéroports en Grèce
| \| 50 km1:6 137 000 \| Agrinion Aktion Alexandreia Alexandroúpoli Andravida Áraxos Astypalée Athènes · E. Venizélos Céphalonie La Canée Chios Corfou Héraklion Icarie Ioannina Kalamata Kalymnos Karpathos Kassos Kastellórizo Kastoria Kavala Cythère Kos Kotroni Kozani Larissa Lemnos Leros Milos Mykonos Mytilène Naxos Néa Anchíalos Paros Rhodes Maritsa Samos Santorin Sitía Skiathos Skyros Sparte Syros Tanagra Tatoi Thessalonique Tripoli Tympaki Zante Kastélli |
| 50 km1:6 137 000 |

### En graphique
Pour des raisons techniques, il est temporairement impossible d'afficher le graphique qui aurait dû être présenté ici.

Voir la requête brute et les sources sur Wikidata.

### Zoom sur l'impact du covid de 2019-2020
Pour des raisons techniques, il est temporairement impossible d'afficher le graphique qui aurait dû être présenté ici.

Voir la requête brute et les sources sur Wikidata.

## Compagnies aériennes et destinations
| Compagnies                    | Destinations |
| ----------------------------- | --- |
| Aegean Airlines               | Athènes E.-Venizélos |
| Aer Lingus                    | En saison : Dublin |
| Air Europa                    | En saison: Madrid-Barajas |
| Air France                    | En saison : Paris-Charles de Gaulle |
| airBaltic                     | En saison : Riga |
| Animawings                    | En saison: Bucarest-H. Coandă |
| Austrian Airlines             | En saison : Vienne-Schwechat |
| Bluebird Airways              | En saison : Tel Aviv - Ben Gourion |
| British Airways               | En saison : Londres-Gatwick, Londres-Heathrow |
| Cyprus Airways                | En saison : Larnaca |
| easyJet                       | En saison : - Bristol, - Édimbourg, - Londres-Gatwick, - Londres-Luton, - Manchester, - Milan-Malpensa, - Naples-Capodichino |
| easyJet Switzerland           | En saison : Genève-Cointrin |
| Edelweiss Air                 | En saison : Zurich |
| Eurowings                     | En saison : Cologne/Bonn-K. Adenauer, Düsseldorf, Hambourg-H.-Schmidt, Stuttgart |
| Eurowings Discover            | En saison: Francfort, Munich-F. J. Strauß |
| Finnair                       | En saison : Helsinki-Vantaa |
| flydubai                      | En saison: Dubaï |
| flynas                        | En saison: Riyad-roi Khaled |
| Gulf Air                      | En saison : Manama-Bahreïn |
| Iberia Express                | En saison : Madrid-Barajas |
| Jet2.com                      | En saison : - Birmingham, - Bristol, - Édimbourg, - East Midlands, - Leeds-Bradford, - Londres-Stansted, - Manchester, - Newcastle |
| Lufthansa                     | En saison : Francfort , Munich-F. J. Strauß |
| Luxair                        | En saison : Luxembourg-Findel |
| Neos                          | En saison : Milan-Malpensa, Vérone - Villafranca |
| Norwegian Air Shuttle         | En saison : Copenhague-Kastrup, Oslo-Gardermoen, Stockholm-Arlanda |
| Olympic Air                   | En saison : Thessalonique-Makedonía |
| Ryanair                       | En saison: - Athènes E.-Venizélos, - Bari-Karol Wojtyła, - Bergame-Orio al Serio, - Cracovie-Jean-Paul II, - Dublin, - Gdańsk-L. Wałęsa, - Londres-Stansted, - Milan-Malpensa, - Naples-Capodichino, - Rome Léonard-de-Vinci/Fiumicino, - Vienne-Schwechat                                            |
| Scandinavian Airlines         | En saison: Copenhague-Kastrup En saison charter : Göteborg, Oslo-Gardermoen, Stockholm-Arlanda, Trondheim |
| Sky Express                   | Athènes E.-Venizélos |
| Smartwings                    | En saison: Prague-Václav-Havel, Varsovie-Chopin |
| Swiss International Air Lines | En saison : Genève-Cointrin, Zurich |
| Transavia                     | En saison : Amsterdam, Bruxelles-National |
| Transavia France              | En saison : Lyon-Saint-Exupéry, Nantes-Atlantique, Paris-Orly |
| TUI Airways                   | En saison : Birmingham, Bristol, East Midlands, Manchester |
| TUI fly Belgium               | En saison : Bruxelles-National |
| Volotea                       | Athènes E.-Venizélos, Thessalonique-Makedonía En saison : - Bari-Karol Wojtyła, - Bilbao, - Bordeaux-Mérignac, - Lyon-Saint-Exupéry, - Marseille-Provence, - Nantes-Atlantique, - Naples-Capodichino, - Palerme Falcone-Borsellino, - Toulouse-Blagnac, - Venise - Marco Polo, - Vérone - Villafranca |
| Vueling                       | En saison : Barcelone-El Prat, Rome Léonard-de-Vinci/Fiumicino |
| Wizz Air                      | En saison : - Abou Dabi, - Bucarest-H. Coandă, - Budapest-Ferenc Liszt, - Catane-Fontanarossa, - Naples-Capodichino, - Rome Léonard-de-Vinci/Fiumicino, - Tel Aviv - Ben Gourion, - Varsovie-Chopin, - Venise - Marco Polo                                                                            |

Édité le 11/04/2018    Actualisé le 18/05/2023